# Madame du Barry (film 1930)
Madame du Barry (Du Barry, Woman of Passion) è un film del 1930 diretto da Sam Taylor. Il soggetto è tratto dalla commedia Du Barry di David Belasco, andata in scena per la prima volta il 25 dicembre 1901 a Broadway al Criterion Theatre.
Questa è una delle numerose versioni che il cinema ha dedicato al personaggio della favorita di Luigi XV.

## Produzione
Il film venne prodotto dalla Joseph M. Schenck Productions / Art Cinema Corporation.

## Distribuzione
Distribuito dall'United Artists e dall'Art Cinema Associates, il film uscì l'11 ottobre 1930 e, solo negli Stati Uniti, incassò 435.000 dollari.

### Data di uscita
- USA	11 ottobre 1930
- Finlandia	19 settembre 1932

Alias
- Du Barry, Woman of Passion	USA (titolo originale)
- Dubarry	(undefined)
- Madame Du Barry	Italia
- Madame Dubarry